# Gnathochorisis crassula
Gnathochorisis crassula är en stekelart som först beskrevs av Thomson 1888.  Gnathochorisis crassula ingår i släktet Gnathochorisis, och familjen brokparasitsteklar. Arten är reproducerande i Sverige.